# Дикун (фільм, 1975)
«Дикун» («Le Sauvage») — французько-італійська кінокомедія 1975 року, знята режисером Жаном-Полем Раппно, з Івом Монтаном і Катрін Денев у головних ролях.

## Сюжет
Дія фільму відбувається у столиці Венесуели, Каракасі. Неллі (Катрін Денев) втікає від Вітторіо, з яким ось-ось має повінчатись і випадково зустрічає Мартіна (Ів Монтан), француза середніх років. Він допомагає їй дістатися аеропорту і взяти квиток до Парижа. Після цього він із почуттям виконаного обов'язку збирається повернутися до свого мирного самотнього життя на своєму острові.

## У ролях
- Ів Монтан — Мартен
- Катрін Денев — Неллі
- Луїджі Вануккі — Вітторіо
- Дана Вінтер — Джессі
- Бобо Льюїс — міс Марк
- Гебріель Каттан — епізод
- Вернон Добчефф — Колман
- Тоні Маестрі — епізод
- Жоффрей Каре — епізод
- Ріна Франкетті — епізод
- Орора Марі — епізод
- Жан-Мішель Лакор — епізод

## Знімальна група
- Режисер — Жан-Поль Раппно
- Сценаристи — Жан-Лу Дабаді, Елізабет Раппно, Жан-Поль Раппно
- Оператори — П'єр Ломм, Антуан Рош
- Композитор — Мішель Легран
- Художник — Макс Дуї
- Продюсери — Рольф Баум, Раймон Данон, Жан-Люк Ормьєре